# ك. بريثيكا ياشيني
ك.بريثيكا ياشيني هي أول امرأة متحولة جنسياً تصبح ضابطة شرطة في الهند ومفتشًا مساعدًا في تاميل نادو، الهند.

## النشأة
ولدت بريثيكا ياشيني وترعرعت باسم براديب كومار (اسم ذكر)، وهو ابن لزوجين يعملان في الخياطة في سالم، تاميل نادو. لقد مرت بطفولة صعبة حيث أخذها والداها إلى المعابد والأطباء والمنجمين من أجل "ضبط الأمور في نصابها الصحيح ''. عندما كانت في الصف التاسع، شعرت بالاختلاف ولم تشعر بأنها صبي.
أكملت تخرجها في تطبيقات الحاسوب، وفي عام 2011، هربت إلى تشيناي، حيث وجدت القبول والدعم في مجتمع المتحولين جنسيًا في المدينة.

## الحياة العملية
بدأت حياتها المهنية في تشيناي بالعمل كمراقب في نزل للنساء. تقدمت ياشيني بطلب للتوظيف كمفتش فرعي للشرطة في مجلس توظيف الخدمات الموحدة في تاميل نادو لملء الوظائف الشاغرة لـ 1087 وظيفة.
ومع ذلك، تم رفض طلبها لكونها امرأة متحولة جنسيًا ولا تنتمي إلى أي من الفئتين المحددتين، أي ذكر أو أنثى. في وقت لاحق، طعنت في قرار TNUSRB في مختلف المحاكم بما في ذلك المحكمة العليا في مدراس. وبناءً على ذلك، أمرت المحكمة العليا في مدراس بإجراء اختبار كتابي لها. يتكون اختبار التوظيف من اختبار كتابي واختبار التحمل البدني واختبار viva-voce.
من خلال اللجوء القانوني في محكمة مختصة، تمكنت من خفض الحد الأدنى من علامات القطع للاختبار الكتابي لمثل هذا التوظيف من 28.5 إلى 25.00.
اجتازت ياشيني جميع اختبارات التحمل البدني باستثناء فقدان اندفاعة 100 متر في ثانية واحدة. ومع ذلك، فقد نجحت في اختبار التحمل البدني.
فيما يتعلق بالحكم الصادر عن محكمة مدراس العليا، الذي صدر في 6 تشرين الثاني / نوفمبر 2015، صدرت التوجيهات إلى مجلس توظيف الخدمات النظامية في تاميل نادو لتعيين ك. بريثيكا ياشيني مفتشًا فرعيًا للشرطة حيث «يحق لها الحصول على العمل».
وجّه الحكم كذلك TNUSRB إلى تضمين المتحولين جنسياً كـ «فئة ثالثة»، بصرف النظر عن الفئة المعتادة «ذكر» و «أنثى».
تلقت ياشيني أمر التعيين من مفوض شرطة مدينة تشيناي سميث ساران في أبريل 2017 وفي مقابلة، قالت بريثيكا ياشيني: «أنا متحمسة إنها بداية جديدة لمجتمع المتحولين جنسياً بأكمله.»
تطمح ياشيني أن تصبح ضابطة في خدمة الشرطة الهندية خلال فترة من الزمن. تولت ياشيني منصب مفتش مساعد في منطقة دارمابوري في تاميل نادو في 2 أبريل / نيسان 2017  حصلت على جائزة من Behindwoods كأيقونة إلهام لضابط شرطة من النوع الثالث عام 2019.